# 天空體育台
天空體育台（Sky Sports）是天空電視台所屬，在英國及愛爾蘭播出的付費衛星電視頻道，天空体育台是英国和爱尔兰境内主要的体育电视订购品牌，自1990年以来在英国体育日益商业化及体育交流中扮演着重要角色。天空体育台与英国广播公司、英国独立电视台是英国本土三大电视体育品牌，但仅天空体育有专门的体育频道。
天空體育台也直接促進了1992年英格蘭足球超級聯賽的設立。除足球之外，天空體育台還播出板球、橄欖球、高爾夫球和網球等眾多體育賽事。
天空体育亦促进了英格兰联赛杯的举办，并与英国广播公司共享联赛杯转播权，其中天空体育台将的每赛季转播不低于65场次（每轮两场比赛及决赛）。具体比赛分配天空体育台需与英国广播公司商定，决赛两台均予以直播。
2002年11月24日，天空体育台联合独立电视台，击败了英国广播公司、英国第四频道等强大的竞争对手，获得欧洲冠军联赛在英国的转播权，当时协议规定独立电视台转播周二两场比赛，天空体育台转播周三两场比赛。现在独立电视台优先转播英格兰俱乐部的主场比赛，天空体育台主要转播英格兰俱乐部的客场比赛及非英格兰俱乐部的比赛。

## 外部連結
- 官方网站
- Football rights hat-trick for Sky（页面存档备份，存于） BBC News, 28 April 2006
- Sky Sports Boost for Speedway Sport Business, 9 March 2006
- Sky Sports snub sees three Brits get stripped of titles SecondsOut.com
- Sky Sports drafts in Flintoff for cricket coverage promotion Brand Republic, 15 February 2006
- EU tackles Premier League TV deals（页面存档备份，存于） BBC News, 17 August 2005
- Sky unveils high-definition shows（页面存档备份，存于） BBC News, 22 November 2005
- ITV and Sky rapped over World Cup（页面存档备份，存于） BBC News, 12 August 2002